# Naqsh-e Rajab
Naqsh-e Rajab (Perzisch: نقش رجب) is een archeologische locatie, net ten oosten van Istakhr en ongeveer 12 kilometer ten noorden van Persepolis in de provincie Pars, (Iran).
Samen met Naqsh-e Rustam, dat op minder dan een kilometer afstand ligt, is de site onderdeel van het Marvdasht cultureel complex. De twee sites zijn voorlopige kandidaat voor de Werelderfgoedlijst van UNESCO.
Op de locatie Naqsh-e Rajab zijn vier inscripties en bas-reliëfs in kalkstenen rotswand zichtbaar, die dateren uit het begin van het Sassanidische tijdperk.
Een van de bas-reliëfs is de inhuldigingsinscriptie van Ardashir I, de stichter van de dynastie. De tweede inhuldigingsinscriptie is van Ardashir's opvolger, Shapur I. Een derde bas-reliëf, bekend als Shapur's Parade laat de militaire overwinning van de koning in 244 op de Romeinse keizer Valerianus I en Philippus I Arabs zien. Een vierde bas-reliëf en inscriptie wordt toegeschreven aan Kartir, hogepriester onder Shapur I en zijn zonen Hormazd I en Bahram I.